# Mangromedes porosus
Espèce
Mangromedes porosus est une espèce d'araignées aranéomorphes de la famille des Dolomedidae.

## Distribution
Cette espèce est endémique du Territoire du Nord en Australie. Elle se rencontre vers le parc national de Kakadu.

## Description
La carapace du mâle holotype mesure 3,00 mm de long sur 2,79 mm et l'abdomen 2,91 mm de long sur 1,82 mm et la femelle paratype 7,8 mm.

## Systématique et taxinomie
Cette espèce a été décrite par Raven et Hebron en 2018.

## Publication originale
- Raven & Hebron, 2018 : « A review of the water spider family Pisauridae in Australia and New Caledonia with descriptions of four new genera and 23 new species. » Memoirs of the Queensland Museum, Nature, vol. 60, p. 233-381 (texte intégral).